# Monostearynian glinu
Monostearynian glinu – organiczny związek chemiczny, sól kwasu stearynowego i glinu. Jest wykorzystywany do produkcji żeli stosowanych w przemyśle farmaceutycznym i kosmetycznym.